# Assay and Drug Development Technologies
Assay and Drug Development Technologies, abgekürzt Assay Drug Dev. Technol., ist eine wissenschaftliche Fachzeitschrift, die vom Mary Ann Liebert-Verlag veröffentlicht wird. Die Zeitschrift erscheint mit sechs Ausgaben im Jahr. Es werden Arbeiten veröffentlicht, die sich mit der Entwicklung von Techniken und Gerätschaften für pharmakologische Forschungsarbeiten beschäftigen.
Der Impact Factor lag im Jahr 2014 bei 1,529. Nach der Statistik des ISI Web of Knowledge wird das Journal mit diesem Impact Factor in der Kategorie Pharmakologie und Pharmazie an 180. Stelle von 254 Zeitschriften und in der Kategorie biochemische Forschungsmethoden an 61. Stelle von 79 Zeitschriften geführt.